# Lacena Golding-Clarke
Pour les articles homonymes, voir Golding.
Lacena Golding-Clarke, née le 20 mars 1975 à Clarendon, est une athlète jamaïquaine.
Elle a remporté la médaille d'or sur 100 m haies aux jeux du Commonwealth. Sa meilleure performance personnelle (12 s 62) date de juin 2005.
Ancienne sauteuse en longueur, sa meilleure performance (6,87 m) date de juin 1998, elle avait pris part dans cette discipline à deux éditions des Jeux olympiques d'été.

## Palmarès

### Jeux olympiques d'été
- Jeux olympiques d'été de 1996 à Atlanta ( États-Unis)
  - éliminée en qualifications en saut en longueur
- Jeux olympiques d'été de 2000 à Sydney ( Australie)
  - éliminée en qualifications en saut en longueur
- Jeux olympiques d'été de 2004 à Athènes ( Grèce)
  - 5e sur 100 m haies

### Championnats du monde d'athlétisme
- Championnats du monde d'athlétisme de 1995 à Göteborg ( Suède)
  - éliminée en qualifications en saut en longueur
- Championnats du monde d'athlétisme de 1997 à Athènes ( Grèce)
  - éliminée en qualifications en saut en longueur
- Championnats du monde d'athlétisme de 2003 à Paris ( France)
  - 8e sur 100 m haies

### Championnats du monde d'athlétisme en salle
- Championnats du monde d'athlétisme en salle de 2001 à Lisbonne ( Portugal)
  - 4e sur 60 m haies
- Championnats du monde d'athlétisme en salle de 2003 à Birmingham ( Royaume-Uni)
  - 8e sur 60 m haies
- Championnats du monde d'athlétisme en salle de 2004 à Budapest ( Hongrie)
  - 6e sur 60 m haies
- Championnats du monde d'athlétisme en salle de 2006 à Moscou ( Russie)
  - 6e sur 60 m haies
- Championnats du monde d'athlétisme en salle de 2008 à Valence ( Espagne)
  - 4e sur 60 m haies

### Championnats du monde junior d'athlétisme
- Championnats du monde junior d'athlétisme de 1992 à Séoul ( Corée du Sud)
  - 6e en saut en longueur

### Jeux panaméricains
- Jeux Panaméricains de 2003 à Saint-Domingue ( République dominicaine)
  -  Médaille de bronze sur 100 m haies

### Jeux d'Amérique centrale et des Caraïbes
- Jeux d'Amérique centrale et des Caraïbes de 1998 à Maracaibo ( Venezuela)
  -  Médaille de bronze en saut au longueur

### Jeux du Commonwealth
- Jeux du Commonwealth de 2002 à Manchester ( Angleterre)
  -  Médaille d'or sur 100 m haies
- Jeux du Commonwealth de 2006 à Melbourne ( Australie)
  - 4e sur 100 m haies

## Sources
- (en) Cet article est partiellement ou en totalité issu de l’article de Wikipédia en anglais intitulé « Lacena Golding-Clarke » (voir la liste des auteurs).